# Simon Pagenaud
Simon Pagenaud (Poitiers, Francuska, 18. svibnja, 1984.) je francuski vozač automobilističkih utrka. Trenutno se natječe u IndyCar prvenstvu za momčad Penske.

## Indianapolis 500
| Godina | Momčad                                   | Šasija  | Motor     | Grid | Poredak |
| ------ | ---------------------------------------- | ------- | --------- | ---- | ------- |
| 2012.  | Schmidt–Hamilton Motorsports             | Dallara | Honda     | 23.  | 16.     |
| 2013.  | Schmidt Peterson Hamilton HP Motorsports | Dallara | Honda     | 21.  | 8.      |
| 2014.  | Schmidt Peterson Hamilton Motorsports    | Dallara | Honda     | 5.   | 12.     |
| 2015.  | Penske Racing                            | Dallara | Chevrolet | 3.   | 10.     |
| 2016.  | Penske Racing                            | Dallara | Chevrolet | 8.   | 19.     |

## Vanjske poveznice
- IndyCar - Simon Pagenaud  Arhivirana inačica izvorne stranice od 27. srpnja 2011. (Wayback Machine)
- Simon Pagenaud na Driver Database
- Simon Pagenaud na Racing Reference